# Josep Maria Codina i Vidal
Josep Maria Codina i Vidal   (Sallent, 2 de març de 1927 - 16 de desembre de 2021) va ser un físic i catedràtic català.
El 1950 es va llicenciar en física per la Universitat de Barcelona. Entre 1950 i 1954 va fer una tesi doctoral sobre espectrografia quantitativa quan era becari de la Secció d'Electricitat i Radiacions del CSIC, i entre 1955 i 1956 participà en la creació del Servei d'Espectroscòpia i del Servei de Microscòpia Electrònica de la Universitat de Barcelona, del qual en serà director fins al 1967.
També el 1956 va rebre el Premi Nacional Alfons X el Savi, atorgat pel CSIC. El 1960 va guanyar la Càtedra d'Electricitat i Magnetisme de la Universitat de Barcelona, i posteriorment fou nomenat catedràtic del Departament de Física Aplicada i Electrònica de la Facultat de Física fins a la seva jubilació el 1992, en què va ser nomenat catedràtic emèrit.
El 1950 va començar a treballar a l'Observatori Fabra de la Reial Acadèmia de Ciències i Arts de Barcelona, del que en fou nomenat director el 1971. El 1987 va ser guardonat amb la clau de Barcelona i el 2010 va rebre la Creu de Sant Jordi.

## Obra
- Codina Vidal, Josep M; Núñez de Murga, Jordi; Torras Maugriña, Nicolau «Observacions astromètriques de petits planetes i cometes : 1971-1990». Butlleti de l'Observatori Fabra. Seccio astronomica, IV, 2007.